# Pîlîpî, Derajnea
Pîlîpî (în ucraineană Пилипи) este o comună în raionul Derajnea, regiunea Hmelnîțkîi, Ucraina, formată numai din satul de reședință.

## Demografie
Componența lingvistică a comunei Pîlîpî
     Ucraineană (98,82%)
     Alte limbi (1,18%)
Conform recensământului din 2001, majoritatea populației comunei Pîlîpî era vorbitoare de ucraineană (98,82%), existând în minoritate și vorbitori de alte limbi.